# Olympia Heights
Olympia Heights es un lugar designado por el censo ubicado en el condado de Miami-Dade en el estado estadounidense de Florida. En el Censo de 2010 tenía una población de 13.488 habitantes y una densidad poblacional de 1.730,72 personas por km².

## Geografía
Olympia Heights se encuentra ubicado en las coordenadas 25°43′40″N 80°20′20″O / 25.72778, -80.33889. Según la Oficina del Censo de los Estados Unidos, Olympia Heights tiene una superficie total de 7.79 km², de la cual 6.87 km² corresponden a tierra firme y (11.83%) 0.92 km² es agua.

## Demografía
Según el censo de 2010, había 13.488 personas residiendo en Olympia Heights. La densidad de población era de 1.730,72 hab./km². De los 13.488 habitantes, Olympia Heights estaba compuesto por el 95.18% blancos, el 1.19% eran afroamericanos, el 0.25% eran amerindios, el 0.65% eran asiáticos, el 0.08% eran isleños del Pacífico, el 1.61% eran de otras razas y el 1.04% pertenecían a dos o más razas. Del total de la población el 85.8% eran hispanos o latinos de cualquier raza.